# سكوت جرايمز
سكوت جرايمز (بالإنجليزية:Scott Grimes) ، ممثل أمريكي معروف ، من مواليد 9 يوليو 1971 ، شارك في عدة أفلام ، ومنها :
- بارتي أف فايف.
- أميركان داد.
- المخلوقات.

## وصلات خارجية
- سكوت جرايمز على موقع IMDb (الإنجليزية)
- سكوت جرايمز على موقع روتن توميتوز (الإنجليزية)
- سكوت جرايمز على موقع ألو سيني (الفرنسية)
- سكوت جرايمز على موقع ميوزك برينز (الإنجليزية)
- سكوت جرايمز على موقع أول موفي (الإنجليزية)
- سكوت جرايمز على موقع قاعدة بيانات الأفلام السويدية (السويدية)
- سكوت جرايمز على موقع إن إن دي بي (الإنجليزية)
- سكوت جرايمز على موقع قاعدة بيانات الفيلم (الإنجليزية)
- سكوت جرايمز على موقع كينوبويسك (الروسية)
- INTERVIEW: Robin Hood's Merry Men | Rip It Up Magazine نسخة محفوظة 3 مارس 2012 على موقع واي باك مشين.
- سكوت جرايمز at ميموري ألفا (a ستار تريك ويكي)